# Coscomatepec de Bravo
Coscomatepec el Bravo (kurz Coscomatepec) ist eine Stadt mit etwa 17.000 Einwohnern und Hauptort der ungefähr 60.000 Einwohner zählenden gleichnamigen Gemeinde (municipio) im Westen des mexikanischen Bundesstaats Veracruz. Wegen seiner Lage und seines in Teilen erhaltenen kolonialzeitlichen Charakters zählt der Ort seit dem Jahr 2015 zu den Pueblos Mágicos.

## Lage und Klima
Die Stadt Coscomatepec liegt am Flüsschen Río de las Cruces im mexikanischen Hochland zu Füßen des Vulkans Citlaltépetl ca. 315 km (Fahrtstrecke) östlich von Mexiko-Stadt in einer Höhe von etwa 1700 m; die Hafenstadt Veracruz ist ca. 140 km in östlicher Richtung entfernt. Das Klima ist meist gemäßigt aber oft schwül; der für mexikanische Verhältnisse reichliche Regen (ca. 2000–2500 mm/Jahr) kommt vom Atlantik bzw. dem Golf von Mexiko und fällt hauptsächlich während des Sommerhalbjahrs.

## Bevölkerung
| Jahr      | 2000   | 2020   |
| Einwohner | 12.646 | 16.364 |

Nur ein kleiner Teil der Einwohner ist spanischer Abstammung; Umgangssprachen sind Spanisch sowie ein regionaler Nahuatl-Dialekt.

## Wirtschaft
Die Bewohner des Ortes lebten als Selbstversorger von der Landwirtschaft, wozu auch der Obstbau und die Kleinviehhaltung zählen; außerdem spielt die Forstwirtschaft eine nicht unbedeutende Rolle. Im Ort selber haben sich Kleinhändler, Handwerker und Dienstleister aller Art niedergelassen, die die wachsende Zahl der Tagestouristen mit allem Notwendigen versorgen.

## Geschichte
Der Ort wurde bereits um das Jahr 1325 von den Totonaken gegründet, aber ca. ein Jahrhundert später von den Azteken erobert. Nach der Eroberung Tenochtitláns durch die Spanier unter ihrem Anführer Hernán Cortés in den Jahren 1519–1521 wurden auch andere Regionen im mexikanischen Hochland unterworfen. Gegen Ende des 16. Jahrhunderts wurden 60 spanische Familien hierhin umgesiedelt, von denen allerdings knapp 20 Jahre später nur noch 15 übrig waren. Während der Unabhängigkeitsbewegung stand die Stadt klar auf Seiten der Aufständischen (Insurgentes). Im Jahr 1903 wurde die Stadt von San Juan Coscomatepec in Erinnerung an eine Aufständischen-General, in Coscomatepec de Bravo umbenannt, was im Jahr 1980 um die vorangestellten Wörter Heroica Ciudad ergänzt wurde.

## Sehenswürdigkeiten
- Die Lage des Ortes zu Füßen des 5636 m Vulkans Citlaltépetl (ehemals Pico de Orizaba), des höchsten Berges Mexikos, ist eindrucksvoll.
- Im Stadtzentrum befindet sich der Parque municipal oder Parque Constitución mit dem Rathaus (Casa consistorial) und der aus dem 17. Jahrhundert stammenden Hauptkirche San Juan Bautista.
- Das Museo Tetlalpan präsentiert vorwiegend archäologische Funde aus vorspanischer Zeit.

Umgebung
- Die Brücke Puente del Virrey wurde im Jahr 1805 auf Befehl des damaligen Vizekönigs José Iturriagaray erbaut.

## Feste
Mehrere Feste gliedern den Jahresablauf (15. Mai: Fiesta de San Isidro Labrador, 24. Juni: Fiesta de San Juan Bautista, Anfang Oktober: Fiesta del Rompimiento, Anfang Dezember: Fiesta de la Virgen de Guadalupe).